# 聖益文天主教學校 (路易斯安那州尤尼斯)
聖益文天主教學校（英語：St. Edmund Catholic School）是美國路易斯安那州尤尼斯的一所私立天主教學校，提供學前、初等及中等教育。
該校建於1911年，屬於天主教路易斯安那的拉斐特教區。

## 知名校友
- Carlton Loewer[1]

## 外部連結
- 官方网站